# Sulu (Kambja)
Sulu – wieś w Estonii, w prowincji Tartu, w gminie Kambja.